# Chignik Lake
Chignik Lake és una concentració de població designada pel cens dels Estats Units a l'estat d'Alaska. Segons el cens del 2000 tenia 145 habitants.

## Demografia
Segons el cens del 2000, Chignik Lake tenia 145 habitants, 40 habitatges, i 34 famílies La densitat de població era de 4,6 habitants/km².
Per edats la població es repartia de la següent manera: un 44,8% tenia menys de 18 anys, un 8,3% entre 18 i 24, un 24,8% entre 25 i 44, un 17,9% de 45 a 60 i un 4,1% 65 anys o més.
L'edat mediana era de 21 anys. Per cada 100 dones hi havia 93,3 homes. Per cada 100 dones de 18 o més anys hi havia 116,2 homes.
La renda mediana per habitatge era de 41.458 $ i la renda mediana per família de 40.938 $. Els homes tenien una renda mediana de 0 $ mentre que les dones 38.750 $. La renda per capita de la població era de 13.842 $. Aproximadament el 21,2% de les famílies i el 22% de la població estaven per davall del llindar de pobresa.

## Poblacions més properes
El següent diagrama mostra les poblacions més properes.